# Joe Arlauckas
Joseph John Arlauckas, més conegut com a Joe Arlauckas (Rochester (Nova York) el 20 de juliol de 1965), és un exjugador de bàsquet estatunidenc. Amb una alçada de 206 centímetres i 116 kg de pes, va formar parella amb Arvydas Sabonis al Reial Madrid que va guanyar la Copa d'Europa de bàsquet de 1995.
Tot i que és d'ascendència lituana, va rebutjar la possibilitat de jugar internacionalment amb aquest país bàltic. Té el rècord d'anotació en un partit d'Eurolliga, amb 63 punts davant la Buckler de Bolonya d'Arija Komazec, l'any 1996. És recordat per les seves grans esmaixades i pel seu poder d'anotació; va anotar més de 6.000 punts a la Lliga ACB.

## Col·legi
La seva etapa en el bàsquet de base es va desenvolupar al Thomas Jefferson High School de Rochester, Nova York.

## Universitat
Va competir en la NCAA amb la Universitat de Niàgara els quatre anys reglamentaris (temporades 1983-84, 1984-85, 1985-86, i 1986-87).

## Carrera professional
Després de passar per la Universitat de Niàgara, entrà al Draft de l'NBA del 1987, i fou elegit per Sacramento Kings en la quarta ronda. Aquí començà la seva carrera professional, que va acabar en la Lliga de bàsquet de Grècia l'any 2000.
- Sacramento Kings  Estats Units: 1987-1988.
- Juventus Caserta  Itàlia: 1988.
- Caja de Ronda  Espanya: 1988-1990.
- Saski Baskonia  Espanya: 1990-1993.
- Reial Madrid  Espanya: 1993-1998.
- AEK Atenes  Grècia: 1998-1999.
- Aris Salònica BC  Grècia: 1999-2000.

Després de la seva retirada, ha treballat com a comentarista de ràdio i de televisió.

## Palmarès

### Títols de club
- 1 Copa d'Itàlia: 1988.
- 1 Lliga d'Espanya: 1994.
- 1 Copa d'Europa: 1995.
- 1 Eurocopa de la FIBA: 1997.

### Distincions individuals
- Gegant estranger de la lliga espanyola 1991-92
- Gegant estranger de la lliga espanyola 1992-93
- Gegant estranger de la lliga espanyola 1993-94
- MVP de la Copa del Rei (1993)[3]